# Велчице
Велчице (слч. Velčice) насељено је мјесто са административним статусом сеоске општине (слч. obec) у округу Злате Моравце, у Њитранском крају, Словачка Република.

## Становништво
| Година:    | 1994. | 2004.   | 2014.   | 2024.   |
| ---------- | ----- | ------- | ------- | ------- |
| Број људи: | 896   | 849     | 829     | 840     |
| Разлика:   |       | -5,24 % | -2,35 % | +1,32 % |

| Година:    | 2023. | 2024.   |
| ---------- | ----- | ------- |
| Број људи: | 842   | 840     |
| Разлика:   |       | -0,23 % |

Према подацима о броју становника из 2011. године насеље је имало 822 становника.